# Lê Văn Thiêm
Pour les articles homonymes, voir Thiem.
Lê Văn Thiêm (29 mars 1918 – 3 juillet 1991) est un mathématicien vietnamien et l'un des scientifiques les plus éminents du Viêt Nam au XXe siècle. Avec Hoàng Tụy, il est considéré comme le père de la société mathématique  du Vietnam. Il a été le premier directeur de l'Institut de mathématiques du Vietnam, et le premier directeur de l'université nationale d'éducation de Hanoï (en) et de la Hanoi University of Science (en).

## Biographie
Lê Văn Thiêm est né en 1918 dans la commune de Trung Lễ, District de Đức Thọ, dans la province de Hà Tĩnh, dans une famille d'intellectuels. Après la mort de ses parents dans les années 1930, il a déménagé pour vivre avec son frère aîné à Quy Nhơn et fréquente le Collège de Quy Nhơn, où Thiêm se distingue en sciences et en mathématiques. Dans un délai de quatre ans, il avait terminé les 9 années d'études et il part à l'Université de l'Indochine pour son enseignement supérieur. En raison de l'humble échelle de l'université à ce moment-là, aucun cours de mathématiques n'est proposé. Par conséquent, il s'inscrit dans le cours de physique-chimie-biologie.
En 1939, après avoir passé le dernier niveau de l'examen, Thiêm reçoit une bourse pour étudier à l'École Normale Supérieure en France. Son éducation est interrompue par le déclenchement de la Seconde Guerre mondiale, et ne continue qu'en 1941. Il a obtenu un baccalauréat de mathématiques en une année, plutôt que les trois ans usuels. Sous la direction du Pr Georges Valiron, il a soutenu sa thèse de doctorat avec succès en Allemagne en 1945 et ensuite déménage à l'université de Zurich où il rencontre et travaille avec Rolf Nevanlinna pendant quelques années.
En 1949, à la suite de l'appel de Hô Chi Minh, Thiêm retourne au Vietnam pour soutenir la guerre de décolonisation du Vietnam. Se déplaçant à travers de nombreux postes dans les institutions scientifiques et le gouvernement dans le Nord du Vietnam, dans le milieu des années 1950, il est nommé directeur de l'Université nationale de l'enseignement supérieur et de l'École des sciences de base (actuellement l'université nationale d'éducation de Hanoï (en) et de la Hanoi University of Science (en), à l'Université nationale du Viêt Nam de Hanoï).
Dans les années 1960, il est l'un des scientifiques qui a suggéré l'ouverture de deux écoles secondaires, la High School for Gifted Students, Hanoi National University of Education et la Hanoi University of Science High school, afin de favoriser les talents mathématiques vietnamiens.
En 1970, il devient le premier directeur, de l'Institut de Mathématiques du Vietnam. Plus tard, il est le fondateur et le premier rédacteur en chef de deux revues mathématiques du Vietnam : Acta Mathematica Vietnamica (en latin) et le Vietnam Journal of Mathematics (en anglais). Il est l'hôte de Neal Koblitz dans ses cours au Vietnam.
Lê Văn Thiêm est décédé en 1991 à Hô Chi Minh-Ville, à l'âge de 73 ans.

## Reconnaissance publique
Il a reçu plusieurs récompenses : le 3e degré de la Décoration de la Libération de la Nation ; le 2e degré de la Décoration du Travail ; le 1er degré de la Décoration de l'Indépendance ; le  Prix Hồ Chí Minh.
Une bourse d'études pour les jeunes talents mathématiques vietnamiens porte son nom. Il est le premier mathématicien moderne du Vietnam à avoir son nom utilisé pour une rue (à Hanoi).

## Publications
- (de) « Über das Umkehrproblem der Wertverteilungstheorie », Commentarii mathematici Helvetici, vol. 23, 1949, p. 26–49, numérisé par l'université de Göttingen.
- (de) « Beitrag zum Typenproblem von Riemannschen Flächen », Commentarii mathematici Helvetici, vol. 20, 1947, p. 270–287, numérisé par l'université de Göttingen.